# Catherine Montacute, contessa di Salisbury
Catherine Montacute, contessa di Salisbury (1304 circa – 23 novembre 1349), è ricordata per essere stata amante del re Edoardo III d'Inghilterra e per essere, probabilmente, la donna in cui onore venne fondato l'Ordine della Giarrettiera.
Nata Catherine Grandison, figlia di William de Grandison, primo Barone Grandison, sposò William Montacute, primo Conte di Salisbury, all'incirca nel 1320.
I loro figli furono:
1. Elizabeth Montacute (nata prima del 1325), sposò Hugh le Despencer, secondo Barone le Despencer, prima del 27 aprile 1341.
2. John Montacute (1327-1396), padre di John Montacute, terzo Conte di Salisbury.
3. William Montacute, secondo Conte di Salisbury (1329-1397)
4. Anne Montacute (nata nel 1330), sposò John De Grey il 12 giugno 1335.
5. Philippa Montacute (nata nel 1332), sposò Roger Mortimer, secondo conte di March.
6. Sibyl Montacute (nata prima del 1339), sposò Edmund FitzAlan nel 1356 circa.

Si dice che re Edoardo III fossi così innamorato della contessa che, pur avendola data in sposa a Montacute, riuscì a convincerla a divenire sua amante intorno al 1341, dopo aver sgominato un assedio scozzese al Castello di Wark, dove Catherine viveva, mentre suo marito era fuori del paese. Un'opera del teatro elisabettiano, Edoardo III, trae spunto da questa vicenda.
| Controllo di autorità | VIAF (EN) 258030249 · LCCN (EN) no2012086873 |